# Gneu Bebi Tàmfil (pretor)
Gneu Bebi Tàmfil (en llatí Cnaeus Baebius Tamphilus) va ser un magistrat romà. Formava part de la gens Bèbia, una família romana d'origen plebeu.
Era probablement fill del cònsol del mateix nom de l'any 182 aC, Gneu Bebi Tàmfil. Va ser nomenat pretor urbà el 168 aC. Al següent any (167 aC) era un dels cinc llegats del senat romà que van ser enviats al que havia estat el regne d'Il·líria que acabava de ser conquerit per l'exèrcit romà.
Es va trobar una moneda de Gneu Bebi Tàmfil, que presenta a l'anvers el cap de Pal·las i al revers Apol·lo conduint una quadriga.